# Мануель Меріно
Мануель Артуро Меріно де Лама (ісп. Manuel Arturo Merino de Lama; нар. 20 серпня 1961) — перуанський політик, з 10 до 15 листопада 2020 року — тимчасовий президент Перу. До цього був членом Конгресу від партії «Народна дія» (ісп. Acción Popular), де представляв провінцію Тумбес з 2020 до 2021 року. Раніше засідав у Конгресі у 2001—2006 роках та 2011—2016 роках. Меріно також був головою Конгресу з 16 березня до 9 листопада 2020 року.